# Chino & Nacho is Back
Chino & Nacho is Back es el quinto álbum de estudio, asi como el primer álbum colaborativo entre los cantantes venezolanos Chyno Miranda y Nacho, reuniéndose como Chino & Nacho.
Aunque se adaptaron a nuevos ritmos, el álbum se caracteriza por el estilo urbano clásico de Chino & Nacho, donde hay una combinación de ritmos entre el reguetón, el pop y el merengue. Asimismo, el álbum marca el regreso musical del dúo, después de seis años, tomando en cuenta que fue producido durante la pandemia del COVID-19. Además, el 23 de julio de 2021, el álbum fue presentado después de su sencillo «Queriéndote»,el cual fue previamente presentado en los Premios Juventud 2021.
De este álbum, se desprenden algunos sencillos como: «Raro» y «Antivirus». Y están incluidas las participaciones de El Micha, Rafa Pabón y Reggi el Auténtico.

## Lista de canciones
| N.º | Título                               | Duración |  |
| 1.  | «Queriéndote»                        | 2:27     |  |
| 2.  | «La culpa»                           | 3:06     |  |
| 3.  | «Mi locura» (con Reggi el Auténtico) | 3:40     |  |
| 4.  | «10 PM»                              | 3:02     |  |
| 5.  | «Pa quererte»                        | 2:44     |  |
| 6.  | «Fuera de servicio»                  | 2:43     |  |
| 7.  | «Destino»                            | 2:33     |  |
| 8.  | «Tu perfil» (con Rafa Pabön)         | 2:53     |  |
| 9.  | «Hazlo que quieras» (con El Micha)   | 3:11     |  |
| 10. | «Raro»                               | 3:19     |  |
| 11. | «Antivirus»                          | 3:26     |  |
| 12. | «Nada»                               | 3:18     |  |